# Просторија
Просторија је простор унутар грађевине. Најчешће је одвојена зидом и вратима. У историји, просторије су се градиле још у минојској култури. Постоји много просторија, од којих су најважније дневна соба, кухиња, спаваћа соба, купаоница и дворана. Многе куће и станови имају одвојене мање просторије (најчешће једнокреветне собе и оставе).

## Историја
Историјски гледано, коришћење соба датира барем из раних минојских култура око 2200. године пре нове ере, при чему ископавања у Акротирију на Санторинију откривају јасно дефинисане просторије унутар појединих структура.
У раним структурама, различите врсте соба се могу идентификовати да укључују спаваће собе, кухиње, купатила, плакаре, пријемне собе и друге специјализоване намене. Горе поменута ископавања у Акротирију откривају собе које су понекад изграђене изнад других просторија повезаних степеништем, купатила са прибором од алабастра као што су умиваоници, каде и тоалети, све спојено на сложене двоструке водоводне системе од керамичких цеви за хладну и топлу воду одвојено. Стари Рим је манифестовао веома сложене грађевинске форме са различитим типовима просторија, укључујући неке од најранијих примера просторија за купање у затвореном простору. Цивилизација Анасази је такође имала рани сложени развој просторних структура, вероватно најстаријих у Северној Америци, док су Маје Централне Америке имале веома напредне конфигурације просторија већ неколико стотина година од почетка нове ере. Бар до ране династије Хан у Кини (нпр. отприлике 200. године пре нове ере), појавиле су се вишеспратне зграде комплекса комфорних соба, посебно за верске и јавне сврхе; ови дизајни су карактерисали многе стамбене структуре и укључивали вертикалне везе просторија.

## Типови просторија

### Дневна соба
Дневна соба (позната и као дневни боравак) је соба за госте, забаву, гледање телевизије и друге активности. Најћешће се састоји од угаоне гарнитуре, стола и регала с телевизијом и књигама.

### Кухиња
Кухиња је просторија или део просторије који се користи за кување и припрему хране. Најћешће се састоји од штедњака, замрзивача, судопера и кухињских ормана. Многе модерне кухиње имају микроталасну пећницу, машину за прање посуђа и друге електричне апарате.

### Трпезарија
Трпезарија је просторија у којој се обедује, посебно она у којој се једу главни или формалнији оброци. Може се односити на просторију у кући, односно стану, у којој се обедује или на просторију у хотелу у којој се сервирају оброци.

### Купаоница
Купаоница је просторија која има много функција. Најчешће се састоји од каде или туша, WC-а и умиваоника. Модерне купаонице имају и туш и каду, машину за прање веша и ормарић. Најчешће се користи за купање. У неким кућама је у циљу уштеде простора WC одвојен од купаонице.

### Радне собе
Неке просторије су биле посебно пројектоване за рад у домаћинству, као што су кухиње, оставе, подруми, и све су биле намењене за припрему и складиштење хране. Кућна канцеларија или радна соба се може користити за кућни канцеларијски посао или екстерне пословне сврхе. Неке радне просторије су одређене наменом делатности: на пример, просторија за шивење служи за шивење, а просторија за прање веша служи за прање и пеглање веша.
Остале собе имају за циљ да пружају удобност и чистоћу, као што су тоалет и купатило, који могу бити комбиновани или могу бити у одвојеним просторијама. Јавни еквивалент је клозет, који обично има тоалет и опрему за прање руку, али обично не туш или каду. Тушеви су доступни само у атлетским или воденим објектима који имају свлачионицу.
У 17, 18. и 19. веку, међу онима који су то могли да приуште, ови објекти су држани у засебним деловима куће. Кухиња је одвојена од главног дела куће, или касније смештена у подрум, да би се смањио ризик од пожара и да се топлота и мирис кувања држе даље од главне куће током топлих месеци. Тоалет, често обичан нужник, стављан је у помоћни простор или клозет, како би се мирис и инсекти склонили од главне куће.

### Друштвене собе
Временом су се разликовале различите врсте соба, чија је главна сврха било дружење са другим људима.
У претходним вековима, веома велике куће често су имале велику дворану. Ова соба је тако названа јер је била веома велика, без обзира на било који вид опреме у њој. Првобитно је била јавна просторија и највероватније се сретала у главном дому племићког имања. У овој просторији су се могли састајати људи који су имали посла са локалним земљопоседником или његовим домаћинством. Као највећа просторија, могла је да се користи и као трпезарија за велике банкете, или са укоњеним столовима, опремљена музиком могла је бити претворена у плесну салу. Са стране, или у другом делу куће, могао је да постоји салон, који се користио као соба са већом приватношћу, за разговор породице власника и њихових пријатеља.

### Спаваћа соба
Спаваћа соба је просторија где људи најчешће спавају или се опуштају. Најчешће имају орман и кревет. Модерне собе најћешће имају телевизију и разне комоде и регале. Модерне собе у Северној Америци, Аустралији и Европи имају две спаваће собе (најћешће дјечје собе или собе за госте). 
Спаваће собе се могу користити у друге сврхе. Велика кућа може имати одвојене просторије за ове друге функције, као што је свлачионица за пресвлачење (такође се може видети у продавницама одеће и предузећима где људи морају да се пресвуку, али не морају да спавају). У доба Тјудора, спаваћа соба је могла имати посебан ормар, за молитву и тражење приватности; ова архитектонска идеја опстаје у ормару за складиштење.
У Уједињеном Краљевству, многе куће су изграђене тако да садрже бокс-просторију која је лако препознатљива, јер је мања од осталих. Мала величина ових просторија ограничава њихову употребу и обично се користе као мала једнокреветна спаваћа соба, мала дечија спаваћа соба или као остава. У другим бокс собама може се сместити домаћи радник. Традиционално, и често виђена у сеоским кућама и већим приградским кућама све до 1930-их у Британији, бокс просторија је била кориштена за складиштење кутија, сандука, кофера и слично, а не за употребу као спаваћа соба.

### Соба са сопственим купатилом
Соба са сопственим купатилом је врста собе која укључује приватну собу, приватни тоалет и приступ заједничкој кухињи. Купатило углавном укључује сопствени туш, умиваоник и тоалет. То обично означава приватни простор, посебно ако је реч о студентском смештају. Собе са сопственим купатилом за студенте су намењене да обезбеде простор за учење и мирно окружење.

### Дворана
Дворана је јавна просторија у којој се најчешће одржавају разни скупови и концерти. Дворане су најћешће концертне дворане или спортске хале. У прошлости дворане су се налазиле у склопу двораца, а користили су их краљеви за разне раскошне забаве. Дворане су такође просторије на факултетима и универзитетима у којима се одржавају предавања, састанци великих предузећа, просторије у биоскопима, позориштима, музејима и школама.

## Историјске просторије
У почетку су се разликовале спаваће собе, кухиње, купаонице и рецепције. Неке собе су биле грађене на првом спрату, а биле су повезане степеништем. Постојали су умиваоници, каде и WC-и, а постојале су и водоводне инсталације од керамичких цеви за топлу и хладну воду. У древном Риму куће су се градиле врло сложено па су просторије биле сложене. Неке куће имале су собе за затворено купање. Цивилазација Анасази имала је такође врло сложену структуру (вероватно најстарију у Северној Америци), док су у Средњој Америци индијанци Маје такође имали врло сложену структуру. У доба династије Хан почеле су се градити просторије за верске и јавне сврхе.

## Друге просторије
- канцеларија
- атеље
- писаоница
- соба за састанке
- хотелска соба
- болничка соба
- чекаоница
- учионица
- соба за пушење
- соба за сервирање
- клупски простор